# Macrozamia
Macrozamia és un gènere de gimnospermes de la divisió Cycadophyta, família Zamiaceae, amb 38-40 espècies originàries d'Austràlia.
La majoria de les espècies es troben a l'est d'Austràlia en el sud-oest de Queensland i Nova Gal·les del Sud, amb una espècie en Macdonnell Ranges de Northern Territory i tres en el sud en Austràlia Occidental.

## Taxonomia
- Macrozamia cardiacensis - southeast Queensland.
- Macrozamia communis - east coast of New South Wales.
- Macrozamia concinna - New South Wales.
- Macrozamia conferta - southeast Queensland.
- Macrozamia cranei - southeast Queensland.
- Macrozamia crassifolia - southeast Queensland.
- Macrozamia denisoni - southeast Queensland.
- Macrozamia diplomera - New South Wales.
- Macrozamia douglasii - southeast Queensland.
- Macrozamia dyeri - southern coast of Western Australia.
- Macrozamia elegans - New South Wales.
- Macrozamia fawcettii - New South Wales.
- Macrozamia fearnsidei - southeast Queensland.
- Macrozamia flexuosa - New South Wales.
- Macrozamia fraseri - southwestern Western Australia.
- Macrozamia glaucophylla - New South Wales.
- Macrozamia heteromera - New South Wales.
- Macrozamia humilis - New South Wales.
- Macrozamia johnsonii - New South Wales.

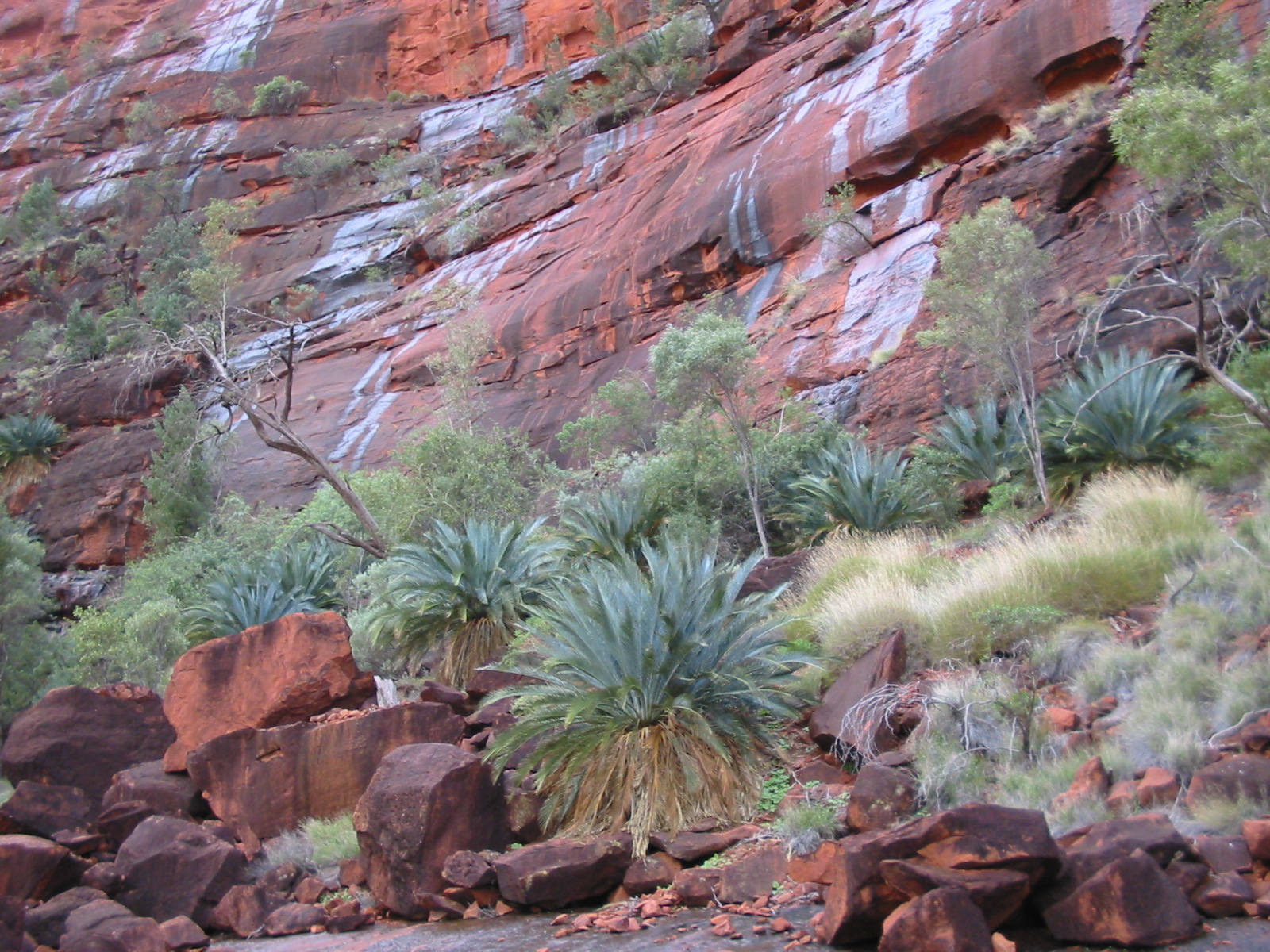
MacDonnellMacrozamia macdonnellii en Cycad Gorge, Finke Gorge National Park, NT

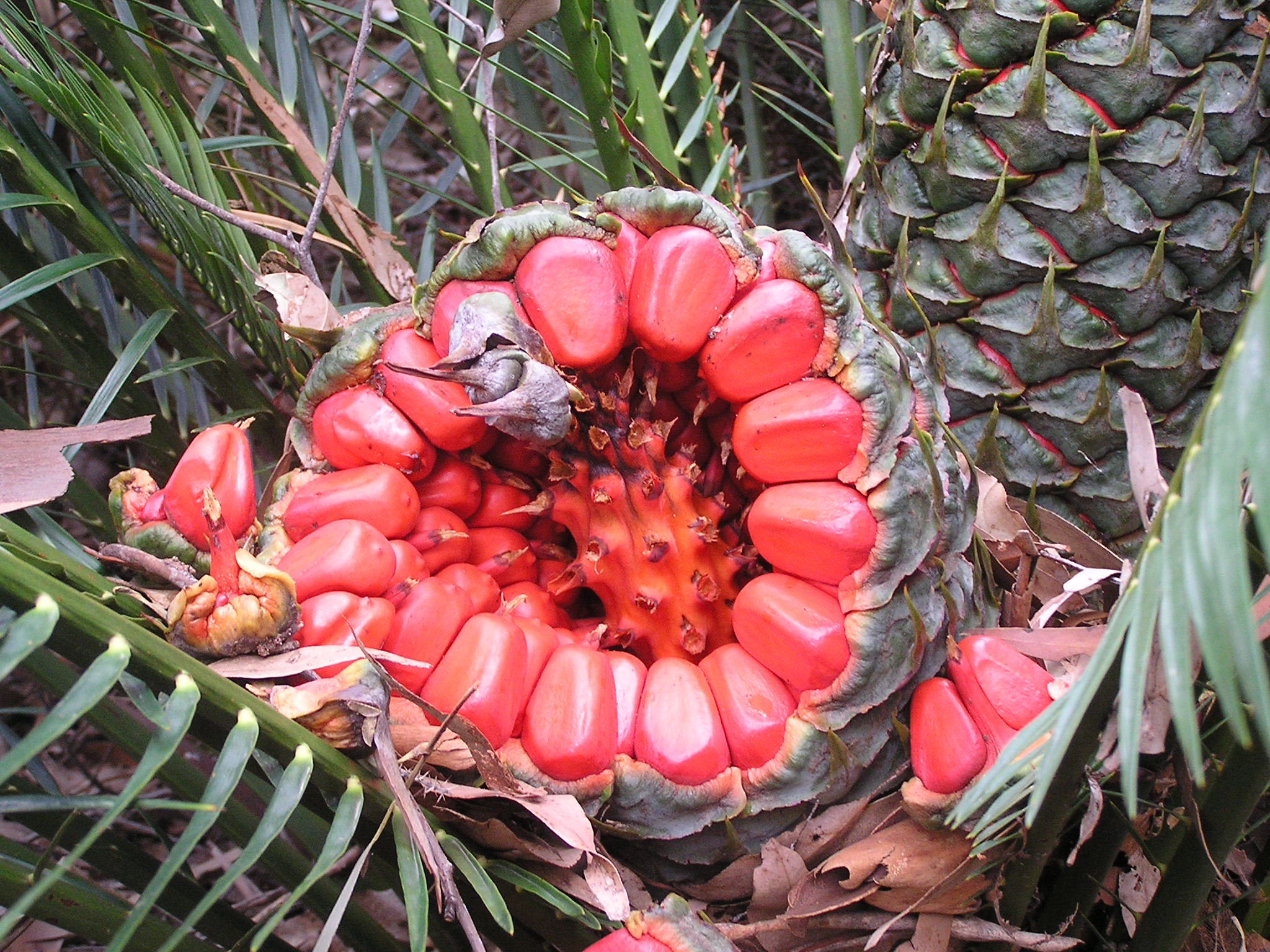
Llavor de M.communis

- Macrozamia lomandroides - southeast Queensland.
- Macrozamia longispina - southeast Queensland.
- Macrozamia lucida - southeast Queensland.
- Macrozamia macdonnellii - Macdonnell Ranges, Northern Territory.
- Macrozamia macleayi - New South Wales.
- Macrozamia miquelii - southeast and central Queensland.
- Macrozamia montana - New South Wales.
- Macrozamia moorei - southeast and central Queensland.
- Macrozamia mountperriensis - southeast Queensland.
- Macrozamia occidua - southeast Queensland.
- Macrozamia parcifolia - southeast Queensland.
- Macrozamia pauli-guilielmi - southeast Queensland, northeast New South Wales.
- Macrozamia platyrachis - southeast Queensland.
- Macrozamia plurinervia - southeast Queensland, northeast New South Wales.
- Macrozamia polymorpha - New South Wales.
- Macrozamia reducta - New South Wales.
- Macrozamia riedlei - southwestern Western Australia.
- Macrozamia secunda - New South Wales.
- Macrozamia serpentina - southeast Queensland.
- Macrozamia spiralis - New South Wales.
- Macrozamia stenomera - New South Wales.
- Macrozamia viridis - southeast Queensland.